# 我が愛は山の彼方に
『我が愛は山の彼方に』（わがあいはやまのかなたに）は、宝塚歌劇団のミュージカル作品。1971年初演。以降、度々宝塚歌劇団にて再演されている作品の一つ。
脚本は植田紳爾。原作は伊藤桂一の小説『落日の悲歌』。

## これまでの上演
1971年 - 星組公演（初演）
- 8月27日から9月28日（新人公演は9月18日）まで宝塚大劇場、11月2日から11月28日（新人公演は11月21日）まで東京宝塚劇場にて公演
- 宝塚の形式名は「宝塚グランド・ロマン」、15場
- 演出は長谷川一夫が担当
- 併演は『マイ・ブロードウェイ』（宝塚大劇場公演）、『愛のコンチェルト』（東京宝塚劇場）
- 宝塚の新人公演の主な出演は三代まさる、沢かをり、斎美緒、愛みちる、洋ゆたか

1984年 - 星組公演
- 6月29日から8月8日（新人公演は7月13日と7月27日）に宝塚大劇場、11月3日から11月28日（新人公演は11月14日）まで東京宝塚劇場にて、宝塚歌劇団創設70周年記念公演として上演。芸術祭賞・優秀賞を受賞。
- 宝塚の形式名は「宝塚グランド・ロマン」、18場
- 演出は植田紳爾が担当。
- 併演は『ラブ・エキスプレス』
- 星組2番手男役の山城はるかの退団公演であった。
- この時期には、新人公演は配役を替えて2回開催されていたが、東京宝塚劇場の公演時には1回になっている。

1985年 - 星組公演
- 形式名は「宝塚グランド・ロマン」
- 併演は『ラブ・エキスプレス』

- 4月14日 - 4月30日（地方公演）

- 4月14日　大津
- 4月16日　郡山
- 4月17日　仙台
- 4月19日　伊勢崎
- 4月20日　千葉
- 4月21日　黒磯
- 4月23日　浦和
- 4月24日　秦野
- 4月26日　奈良
- 4月28日　京都府丹後
- 4月29日　舞鶴
- 4月30日　福井

- 5月2日 - 6日　福岡市民会館
- 10月12日 - 11月4日（地方公演）

- 10月12日　岡山
- 10月13日　広島
- 10月15日　鳴門
- 10月17日　四日市
- 10月18日　西尾
- 10月19日　松阪
- 10月20日　一宮
- 10月22日　相模原
- 10月23日　真岡
- 10月26日　深川
- 10月27日　旭川
- 10月28日　滝川
- 10月29日　札幌
- 10月31日　函館
- 11月2日　苫小牧
- 11月4日　稚内

1999年 - 2000年 - 星組公演
- 1999年8月5日から8月25日まで博多座にて選抜メンバーにて上演の後、1999年10月1日から11月8日（新人公演は10月19日）まで宝塚大劇場、2000年1月2日から2月6日（新人公演は1月11日）までTAKARAZUKA1000days劇場にて上演。1000days劇場では1月18日から1月21日までと2月1日から2月4日に役替わり公演があった。
- 形式名は「宝塚グランド・ロマン」。18場。
- 演出は谷正純が担当。
- 併演は『グレート・センチュリー　-メモリーズ&メロディーズ-』

2011年 - 月組公演
- 選抜メンバーにて全国ツアーにて上演。初めて星組以外の組での上演。
- 公演期間は11月19日(土)から12月11日(日)まで

- 11月19日・11月20日　梅田芸術劇場・メインホール（大阪府）
- 11月22日・11月23日　中京大学文化市民会館・オーロラホール（愛知県名古屋市）
- 11月25日　川口総合文化センター（埼玉県川口市）
- 11月26日・11月27日　神奈川県民ホール
- 11月29日　新潟県民会館
- 12月1日　広島市文化交流会館[旧・広島厚生年金会館]（広島県）
- 12月3日・12月4日　福岡市民会館（福岡県）
- 12月5日　北九州ソレイユホール[旧・九州厚生年金会館]（福岡県）
- 12月7日　佐賀市文化会館（佐賀県）
- 12月8日　崇城大学市民ホール[熊本市民会館]
- 12月10日・12月11日　宝山ホール[鹿児島県文化センター]

- 脚本・演出は植田紳爾が担当
- 形式名は「宝塚グランド・ロマン」
- 併演は『Dance Romanesque（ダンス ロマネスク）』
- 以上、参考資料は宝塚歌劇団・2011年星組全国ツアー
- 台本に大幅な修正が加えられたため、ブルテとジェリメ役は出てこず、竜林と竜淵の役どころには玄喜役ひとりにまとめられている

## 主な登場人物
- 朴秀民
- 万姫
- チャムガ
- ブルテ
- ジュリメ
- エルチ
- 竜淵
- 竜林
- 楚春

## あらすじ
10世紀の高麗。高麗の武将・朴秀民と婚約者・万姫は、桃の花が咲く頃に婚礼の予定だった。秀民が居ない間に万姫の住む地方が女真国の軍に襲撃され、万姫は女真へと連れ去られる。秀民は婚約者を奪った女真への復讐のため軍務に没頭する。
一方、女真に連れ去られた万姫は、女真の武将チャムガの配下にあった。真摯な武人であるチャムガは万姫を丁重に扱い、高麗へ返すことを約束する。だが、一度敵の手に落ちた女が、敵に何もされなかったと信じてもらえる訳はなく、まともな女として扱われないことを知っている万姫は、祖国へ帰ったとしても幸せになれないと思い、チャムガの恩恵にすがって生きることを決意する。やがて万姫の境遇に同情したチャムガは、万姫への密かな想いを募らせていく。
チャムガの婚約者のジュリメは、その想いを察知して、嫉妬のあまり万姫を暗殺しようとする。ジュリメの兄でブルテ国王は、そんな妹を哀れみ、チャムガに万姫を高麗へ返すことを許すかわりに、高麗へ再び攻めるように命令する。
生真面目なチャムガは、万姫を高麗へ戻すために高麗に攻め込むが、それは勝算のない戦いだった。復讐を果たすためだけに生きてきた秀民は罠を仕掛けて女真軍を壊滅に追い込み、秀民とチャムガの一騎討ちとなり、秀民が勝利を収める。
万姫は秀民の元に返されたが、万姫は秀民の元に戻れたことを素直に喜ぶことができなかった。闘いに破れたチャムガの最期を知った万姫が取った行動は…。

## 主な配役
|                                 | 1971年星組 （宝塚） | 1984年星組 （宝塚・東京）         | 1985年星組 （上段：4月地方・福岡） （下段：10・11月地方） | 1999年星組 （博多座） | 1999年星組 （宝塚・東京）                | 2011年月組 （全国ツアー） |
| ------------------------------- | ------------------- | --------------------------------- | --------------------------------------------------------- | --------------------- | ---------------------------------------- | ------------------------- |
| 朴秀民                          | 鳳蘭                | 峰さを理                          | 峰さを理                                                  | 稔幸                  | 稔幸                                     | 霧矢大夢                  |
| 万姫                            | 大原ますみ          | 湖条れいか                        | 湖条れいか                                                | 星奈優里              | 星奈優里                                 | 蒼乃夕妃                  |
| チャムガ                        | 安奈淳              | 山城はるか                        | 紫苑ゆう 日向薫                                           | 彩輝直                | 絵麻緒ゆう 彩輝直                        | 龍真咲                    |
| 楊将軍                          | 天城月江            | ?                                 | ?                                                         | ?                     | ?                                        | ?                         |
| 李将軍 ※2011年は 季将軍とする   | 沖ゆき子            | 小柳日鶴                          | ?                                                         | ?                     | ?                                        | 綾月せり                  |
| 永将軍                          | 美吉左久子          | ?                                 | ?                                                         | ?                     | ?                                        | ?                         |
| 柳花                            | 瑠璃豊美            | 葉山三千子                        | ?                                                         | ?                     | ?                                        | 一原けい                  |
| ブルテ                          | 若山かずみ          | 日向薫                            | 新城まゆみ （両公演共通）                                 | 久城彬                | 彩輝直 久城彬                            | -                         |
| ジェリメ                        | 砂夜なつみ          | 南風まい                          | ありす未来 南風まい                                       | 羽純るい              | 羽純るい                                 | -                         |
| エルチ ※2011年は エルムチとする | 但馬久美            | 新城まゆみ                        | 高瀬美亜 夏美よう                                         | 夏美よう              | 夏美よう                                 | 越乃リュウ                |
| 竜淵 ※2011年は 玄喜             | 水城玉藻            | 洋ゆり                            | 洋ゆり 一樹千尋                                           | 朝澄けい              | 英真なおき 朝澄けい                      | 青樹泉                    |
| ジュチ                          | ?                   | 萬あきら                          | ?                                                         | ?                     | ?                                        | ?                         |
| 竜林 ※2011年は 玄喜             | 松あきら            | 紫苑ゆう                          | 三城礼 （両公演共通）                                     | 真飛聖                | 音羽椋 真飛聖                            | 青樹泉                    |
| 楚春                            | 衣通月子            | 紫城いずみ                        | 紫城いずみ 葦川牧                                         | 妃里梨江              | 秋園美緒 妃里梨江                        | 憧花ゆりの                |
| ポロチョ                        | ?                   | 未央一（宝塚） 光城ひろみ（東京） | ?                                                         | 莉理せいら            | 久城彬 （宝塚の代役：高央りお） 高央りお | ?                         |
| テムチ                          | ?                   | 藤京子                            | ?                                                         | ?                     | ?                                        | ?                         |
| 永順                            | ?                   | 岸香織                            | ?                                                         | ?                     | ?                                        | 磯野千尋                  |
| 金副将軍                        | ?                   | ?（宝塚） 吹雪仁美（東京）        | ?                                                         | ?                     | ?                                        | ?                         |

|          | 1971年星組 （宝塚・東京）             | 1984年星組 （宝塚） 上段：7月13日 下段：7月27日 | 1984年星組 （東京） | 1999年星組 （宝塚・東京） |
| -------- | ------------------------------------- | ----------------------------------------------- | ------------------- | ------------------------- |
| 朴秀民   | 三代まさる                            | 紫苑ゆう 三城礼                                 | 紫苑ゆう            | 真飛聖                    |
| 万姫     | 沢かをり                              | 花愛望都 毬藻えり                               | 毬藻えり            | 秋園美緒                  |
| チャムガ | 洋ゆたか                              | 燁明 大輝ゆう                                   | 三城礼              | 朝澄けい                  |
| ブルテ   | 玉城あけみ（宝塚） 千雅てる子（東京） | 千珠晄 渡はや                                   | 渡はや              | 美椰エリカ                |
| ジェリメ | 奈緒ひろき                            | 洲悠花 葦川牧                                   | 葦川牧              | 妃里梨江                  |
| エルチ   | 斎奈緒                                | 泉つかさ 愛甲充                                 | 愛甲充              | 涼紫央                    |
| 竜淵     | 安里梢                                | 三城礼 千珠晄                                   | 千珠晄              | 雪路歌帆                  |
| 竜林     | 南海わたり                            | 愛甲充 燁明                                     | 燁明                | 大真みらん                |
| ポロチョ | ?                                     | ?                                               | ?                   | 美稀千種                  |
| 楚春     | 愛みちる                              | 福寿ゆき 麻木瑞穂                               | 花愛望都            | 水野ちはる                |

## 主な楽曲
- 我が愛は山の彼方に
- 花木槿
- 桃の花
- 桃の花の下で
- チュルクの恋
- 椿

## スタッフ

### 1971年星組
宝塚大劇場
- 演出：長谷川一夫[1]
- 脚本：植田紳爾[1]
- 作曲・編曲：寺田瀧雄[1]
- 音楽指揮：野村陽児[1]
- 振付[1]：渡辺武雄・河上五郎・高木祥次
- 装置：渡辺正男[1]
- 衣装：小西松茂[1]
- 照明：今井直次[1]
- 小道具：上田特市[1]
- 効果：坂上勲[1]
- 音響監督：松永浩志[1]
- 演出補：阿古健[1]
- 演出助手：太田哲則[1]
- 制作：野田浜之助[1]

東京宝塚劇場
主に長谷川一夫（演出）、植田紳爾（脚本）がいる。

### 1984年星組
- 脚本：植田紳爾[7]
- 演出[7]：植田紳爾・長谷川一夫・阿古健
- 作曲・編曲：寺田瀧雄[7]
- 音楽指揮：橋本和明（宝塚[7]）・岡田良機（宝塚[7]）・伊沢一郎（東京[9]）
- 振付[7]：羽山紀代美・黒瀧月紀夫
- 殺陣：沢竜二[7]
- 装置：渡辺正男[7]
- 衣装[7]：小西松茂・静間潮太郎
- 照明：今井直次[7]
- 小道具：上田特市[7]
- 効果：坂上勲[7]
- 音響監督：松永浩志[7]
- 演技監督：美吉左久子[7]
- 演出助手：谷正純[7]
- 制作：久国高[7]
- 製作担当：横山美次（東京[9]）

### 1985年星組
- 脚本：植田紳爾[7]
- 演出[7]：植田紳爾・長谷川一夫・阿古健

### 1999年 - 2000年星組
- 脚本・監修：植田紳爾[13]
- 演出：谷正純[13]
- 作曲：寺田瀧雄[13]
- 編曲[13]：寺田瀧雄・吉田優子
- 音楽指揮：岡田良機（宝塚[13]）
- 振付[13]：羽山紀代美・若央りさ
- 殺陣：任鳳坡[13]
- 装置[13]：渡辺正男・関谷敏昭
- 衣装[13]：小西松茂・静間潮太郎
- 照明：今井直次[13]
- 音響：加門清邦[13]
- 録音音楽指揮：寺田瀧雄（博多座[12]）
- 小道具：伊集院徹也[13]
- 効果：扇野信夫[13]
- 演技指導：美吉左久子[13]
- 演出助手[13]：木村信司・児玉明子
- 装置補：広森守[13]
- 舞台進行：西原徳充[13]
- 舞台監督（東京[14]）：藤村信一・木村信也・中村兆成・林田勇吾
- 舞台美術製作：株式会社 宝塚舞台[13]
- 演奏：宝塚管弦楽団[13]
- 録音演奏：宝塚管弦楽団（東京[14]）
- 制作[13]：木場健之・久保孝満
- 衣装生地提供：株式会社 クラレ[13]